# اتفاق كومانوفو
الاتفاق الفني العسكري بين قوة الأمن الدولية «قوة كوسوفو» وحكومات جمهورية يوغوسلافيا الاتحادية وجمهورية صربيا (المعروف باسم الاتفاق الفني العسكري أواتفاق كومانوفو ) تم عقد الاتفاق في 9 يونيه 1999 في مدينة كومانوفو بمقدونيا. وأنهت حرب كوسوفو ويمكن الاطلاع على النص الكامل في موقع منظمة حلف شمال الأطلسي على شبكة الإنترنت.

## خلفية الاتفاق
شهدت الفترة التي سبقت اتفاق كومانوفو المعنية سلسلة من المفاوضات ليس فقط بين يوغوسلافيا وصربيا ولكن أيضا بين حلف شمال الأطلسي وروسيا. وعلى الرغم من الاتفاق الأولي الذي يتعلق بجدول زمني لانسحاب القوات الصربية من كوسوفو، كانت عمليات حلف شمال الأطلسي في كوسوفو لا تزال جارية؛ ريثما يتم الانسحاب الكامل للقوات الصربية. وهناك مصادر تشير إلى الدور الذي لعبته روسيا في الحل الفوري للاتفاق. كان هناك إدعاء حول اجتماع بين وزير الخارجية الروسي ايغور إيفانوف ووزيرة الخارجية الأمريكية مادلين أولبرايت. وتم التوصل إلى اتفاق مبدئي بين الطرفين، ينطوي على التزام قوات حلف الشمال الأطلسي بوقف غاراتها الجوية؛ واستعدادها لإزالة فقرة أرادت إدراجها في اتفاقية كومانوفو وذلك في مقابل الدعم الروسي لقرار الأمم المتحدة القادم الذي وافقت عليه مجموعة الثمانية. من دون مشاركة روسيا لم يكن لتتم الموافقة على قرار مجلس الأمن التابع للأمم المتحدة بشأن كوسوفو، وكانت الغارات الجوية لمنظمة حلف شمال الأطلسي ستستمر.

## أحكام الاتفاق
وقد صممت الأحكام الرئيسية للأتفاق لتمكين ما يلي:
- وقف الأعمال العدائية بين حلف شمال الأطلسي وقوة كوسوفو وجمهورية يوغوسلافيا الأتحادية وبعد انتهاء حملة القصف، ينبغي أن تمتثل جمهورية يوغوسلافيا الاتحادية بشكل فعال للاتفاق.
- تعريف منطقة أمان جوي بطول 25 كم ومنطقة أمان برية بطول 5 كيلومترات حول حدود كوسوفو، في الأراضي التي تديرها جمهورية يوغوسلافيا الاتحادية عند الضرورة، والتي لا يمكن لقوات جمهورية يوغوسلافيا الاتحادية العسكرية دخولها دون إذن من الأمم المتحدة. وواصلت الشرطة المسلحة بشكل بسيط العمل داخل المنطقة الواقعة خارج كوسوفو وفقا للاتفاق.
- بعد مرور 11 يومًا من التوقيع، انسحبت قوات جمهورية يوغوسلافيا الاتحادية من كوسوفو، بما في ذلك تطهير الأصول العسكرية (الألغام والأفخاخ المتفجرة) من خطوط الاتصالات، وتوفير معلومات إلى حلف الشمال الأطلسي حول المخاطر المتبقية.
- نشر القوات المدنية والأمنية داخل كوسوفو، عملاً بقرار مجلس الأمن التابع للأمم المتحدة لم يوافق عليه في ذلك الوقت.
- الإذن لمنظمة حلف شمال الأطلسي بتقديم المساعدة واستخدام القوة اللازمة لتهيئة بيئة آمنة للوجود المدني الدولي.
- وقد وافق مجلس الأمن التابع للأمم المتحدة على وجود منظمة حلف شمال الأطلسي استناداً إلى قوة القرار 1244 عام (1999). الذي يَسمح للدول الأعضاء في الأمم المتحدة والمنظمات الدولية بالحفاظ على الأمن الدولي عن طريق قوات كوسوفو في كوسوفو إلى حين إبرام اتفاق في نهاية المطاف وتنفيذ أحكامه.[3] وتم تفويض قوة كوسوفو لاتخاذ جميع الإجراءات اللازمة لضمان الامتثال.[4]

## حالة الاتفاق
جادل الخبير القانوني إنريكو ميلانو حول أن اتفاق كومانوفو مشكوك فيه بموجب (اتفاقية فيينا لقانون المعاهدات). ونتيجة لذلك تشير أجزاء القرار 1244 أيضًا  ضمنيًا أو بشكل صريح إلى الفقرة 10 من الملحق 2 من القرار نفسه. وتقدم بحجة واحدة معنية وهي أنه من المشكوك فيه ما إذا كان يمكن اعتبار اتفاقية كومانوفو سارية وفقا للمادة 52 من اتفاقية فيينا لقانون المعاهدات التي تنص على كون المعاهدة باطلة إذا تم إبرامها بموجب اتفاق التهديد بالقوة أو استخدامها في انتهاك مبادئ القانون الدولي المجسدة في ميثاق الأمم المتحدة. وتستمر الحجج القانونية في حقيقة الأمر في معالجة المشكلات القانونية الناشئة عما هو مطلوب من أجل إبرام اتفاق مركز القوات مع بلغراد.